# Суринамская освободительная армия
Суринамская освободительная армия (коммандос джунглей) — партизанская диверсионная группа в Суринаме. Была основана в 1986 году Ронни Брюнсвийком с целью обеспечения равных прав для маронов, национального меньшинства в Суринаме. Группа была сформирована после того, как суринамская армия совершила массовое убийство 35 человек в деревне Мойвана, недалеко от Моэнго, с целью поймать Ронни Брюнсвийка. Коммандос были против Дези Баутерсе и армии в партизанской войне. В войне против военного режима Дези Баутерсе коммандос получали деньги и оружие от людей, живущих в Нидерландах, таких, как Пол Соморхаджо, и Движения за освобождение Суринама Хендрика Чан А Сена.
Коммандос джунглей сражались против правительства Дези Баутерсе в 1980-х, до подписания мирного соглашения в июле 1989 года. Однако реализация соглашения была сорвана переворотом, совершенным Баутерсе 24 декабря 1990 года. В марте 1991 года был заключён еще один мирный договор.
В своё время коммандос джунглей контролировали большую площадь в Восточном Суринаме. Некоторые бывшие члены коммандос и их родственники до сих пор участвуют в незаконном обороте наркотиков в Европу. В основном это делается путём создания связей с суринамскими мигрантами в Нидерландах.
В 2005 году Брюнсвийк уведомил коммандос джунглей, что они могут возобновить боевые действия, если условия мирного соглашения не были выполнены.